# 西藏扭连钱
西藏扭连钱（学名：Phyllophyton tibeticum）为唇形科扭连钱属下的一个种。其种加词“tibeticum”意为“西藏的”。
现接受名为圆叶扭连钱（Marmoritis rotundifolia Benth., 1833）。